# Torenia cyanea
Torenia cyanea är en tvåhjärtbladig växtart som beskrevs av Arthur Hugh Garfit Alston. Torenia cyanea ingår i släktet Torenia och familjen Linderniaceae. Inga underarter finns listade i Catalogue of Life.